# Jack Owen
Jack Owen, född 6 december 1967 i Akron, New York, är en amerikansk musiker, i huvudsak känd som gitarrist inom death metal-genren. 

## Biografi
Tillsammans med Chris Barnes, Bob Rusay, Alex Webster och Paul Mazurkiewicz grundade Owen 1988 Cannibal Corpse. Han spelade med bandet till år 2004 och förekommer på de första nio studioalbumen. Från 2004 till 2016 var han medlem i Deicide. Från 2017 är Owen gitarrist i Six Feet Under, som grundades av Chris Barnes och Allen West 1993.

## Diskografi i urval
Cannibal Corpse
- Eaten Back to Life (1990)
- Butchered at Birth (1991)
- Tomb of the Mutilated (1992)
- The Bleeding (1994)
- Vile (1996)
- Gallery of Suicide (1998)
- Bloodthirst (1999)
- Gore Obsessed (2002)
- The Wretched Spawn (2004)

Deicide
- The Stench of Redemption (2006)
- Till Death Do Us Part (2008)
- To Hell with God (2011)
- In the Minds of Evil (2013